# György Mizsei
György Mizsei, född den 30 november 1971 i Kiskunfélegyháza, Ungern, är en ungersk boxare som tog OS-brons i lätt mellanviktsboxning 1992 i Barcelona. I semifinalen mötte han kubanske boxaren Juan Carlos Lemus och förlorade matchen med 2-10.